# Ямное (Калинковичский район)
Ямное (бел. Ямнае) — деревня в Капличском сельсовете Калинковичского района Гомельской области Беларуси.

## География

### Расположение
В 19 км на северо-запад от районного центра и железнодорожной станции Калинковичи (на линии Гомель — Лунинец), 142 км от Гомеля.

### Гидрография
На севере и западе мелиоративные каналы, на западе река Ипа (приток реки Припять).

## Транспортная сеть
Транспортные связи по просёлочной, затем автомобильной дороге Калинковичи — Бобруйск. Планировка состоит из прямолинейной, короткой, меридиональной улицы, застроенной деревянными крестьянскими усадьбами.

## История
Основана в начале XX века переселенцами из соседних деревень. В 1908 году хутор, в Кроковичской волости Речицкого уезда Минской губернии. В 1931 году жители вступили в колхоз. Действовала начальная школа (в 1935 году 54 ученика). Во время Великой Отечественной войны на фронтах и в партизанской борьбе погибли 26 жителей, в память о них в 1969 году в центре деревни установлена стела. Согласно переписи 1959 года в составе совхоза «Капличи» (центр — деревня Капличи).

## Население

### Численность
- 2004 год — 9 хозяйств, 11 жителей.

### Динамика
- 1908 год — 5 жителей.
- 1959 год — 114 жителей (согласно переписи).
- 2004 год — 9 хозяйств, 11 жителей.